# Botsuana nos Jogos Olímpicos de Verão de 2004
Botsuana competiu nos Jogos Olímpicos de Verão de 2004, em Atenas, na Grécia. Nesta participação, o país não conquistou nenhuma medalha.